# Byblidaceae
Byblis là danh pháp khoa học của một chi thực vật ăn thịt, đôi khi được người dân bản địa gọi là rainbow plants (cây cầu vồng) vì bề ngoài hấp dẫn của các lá được màng nhầy che phủ trong ánh nắng. Các loài trong chi này là bản địa của miền tây và miền bắc Australia cũng như miền nam New Guinea, và chúng cũng là duy nhất trong họ thực vật có danh pháp Byblidaceae. Loài đầu tiên trong chi này được nhà thực vật học người Anh là Richard Anthony Salisbury miêu tả năm 1808. Hiện tại, có tới 7 loài được công nhận (xem dưới đây), trong đó 6 loài còn sinh tồn.
Các loài Byblis trông rất giống như các loài của các chi Drosera (gọng vó) và Drosophyllum, nhưng được phân biệt bằng hoa đối xứng hai bên, với 5 nhị hoa cong về một bên của nhụy hoa. Các chi này không có quan hệ họ hàng gần; các phân loại hiện đại xếp Byblis vào trong bộ Lamiales, trong khi Drosera và Drosophyllum hiện nay đặt trong bộ Caryophyllales.

## Đặc trưng
Tất cả các loài trong chi tạo thành thân cây mọc thẳng với hệ rễ chùm yếu. Chi này có thể chia ra thành 2 nhóm hay 2 "tổ hợp": Đó là tổ hợp B. liniflora và tổ hợp B. gigantea (xem phân chia chi).

### Lá
Lá của mọi loài đều thuôn dài, thon nhọn đầu và có tiết diện tròn. Bề mặt lá có nhiều lông tơ tiết ra các chất nhầy từ đỉnh của chúng. Chúng được sử dụng để thu hút các côn trùng nhỏ, và khi chúng chạm vào các chất nhầy này thì bị dính bẫy. Trừ khi chúng đủ khỏe để thoát ra, nói chung con mồi côn trùng sẽ chết hoặc là do kiệt sức hoặc là do bị ngạt do các chất nhầy sẽ bao bọc chúng và bịt hết các lỗ thở của chúng. Tuy nhiên, không giống như gọng vó, Byblis không thể di chuyển các xúc tu hay chính lá để hỗ trợ việc đánh bẫy hay tiêu hóa. Kết quả là chúng được nhóm trong nhóm gọi là "giấy bẫy côn trùng thụ động" cùng với Pinguicula, Drosophyllum, Roridula, Stylidium và Triphyophyllum peltatum.
Bên cạnh các tuyến nhầy có cuống, lá của chúng còn có các tuyến không cuống, được người ta cho là có tác dụng tiết ra các chất giúp cho việc tiêu hóa con mồi. Các tuyến không cuống có số lượng từ 5 tới 10 lần các tuyến có cuống.

### Hoa

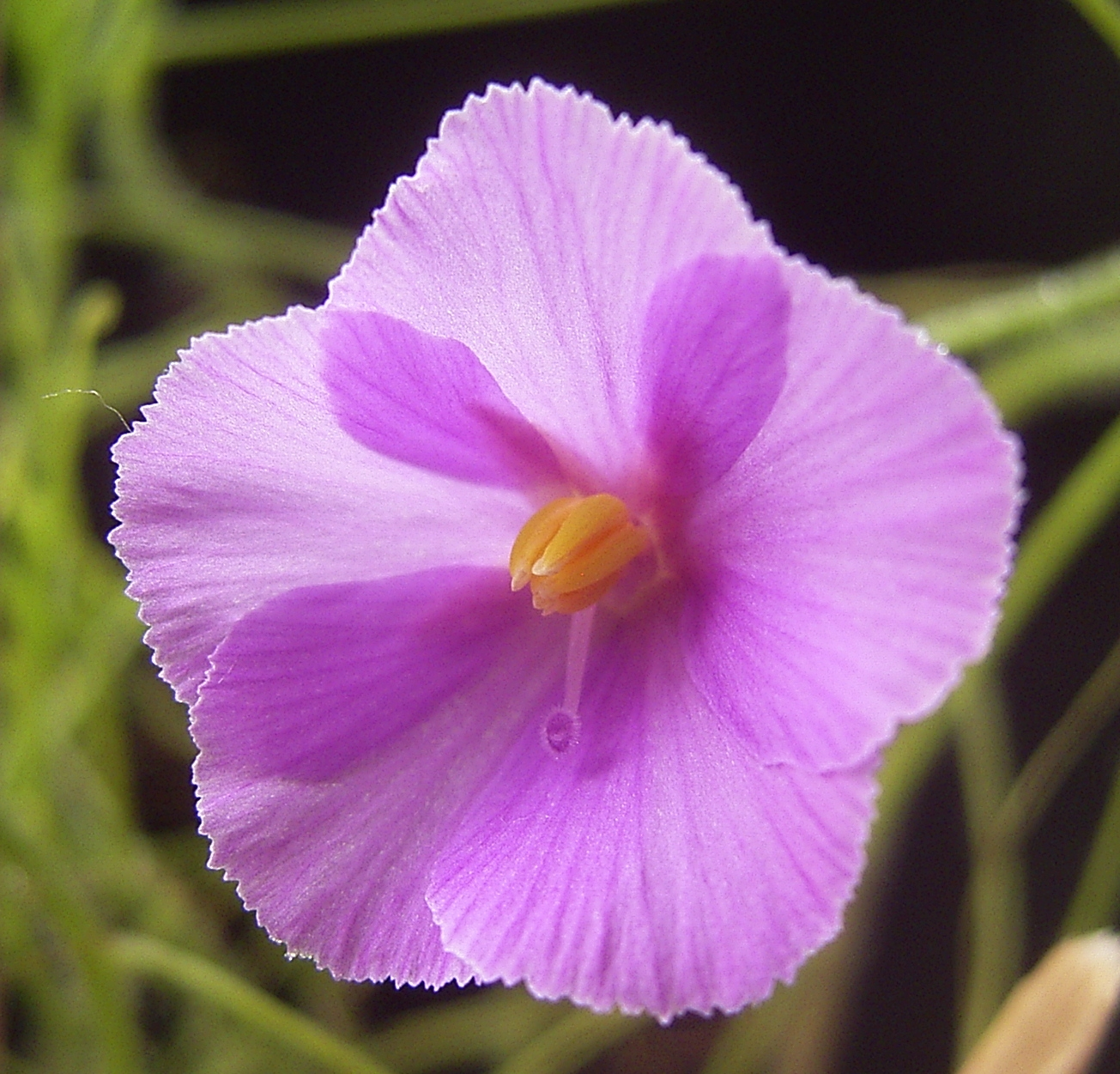
Hoa của B. filifolia

Hoa trong chi này được sinh ra đơn độc tại phần cuối của các cụm hoa không phân cành, giuống như lá, xuất hiện từ trục lá. Các hoa 5 cánh nói chung có màu tía tới tím nhạt, mặc dù B. gigantea và B. filifolia đôi khi có thể ra hoa trắng. Ngoại trừ loài B. liniflora tự thụ phấn, tất cả các loài còn lại cần phải được thụ phấn từ các cây khác để có thể kết quả. Phấn hoa do B. gigantea và B. lamellata giải phóng chỉ bị kích thích bởi cộng hưởng tần số của kẻ thụ phấn hạ cánh xuống, giúp cho sự đảm bảo thụ phấn chéo với các cây khác.

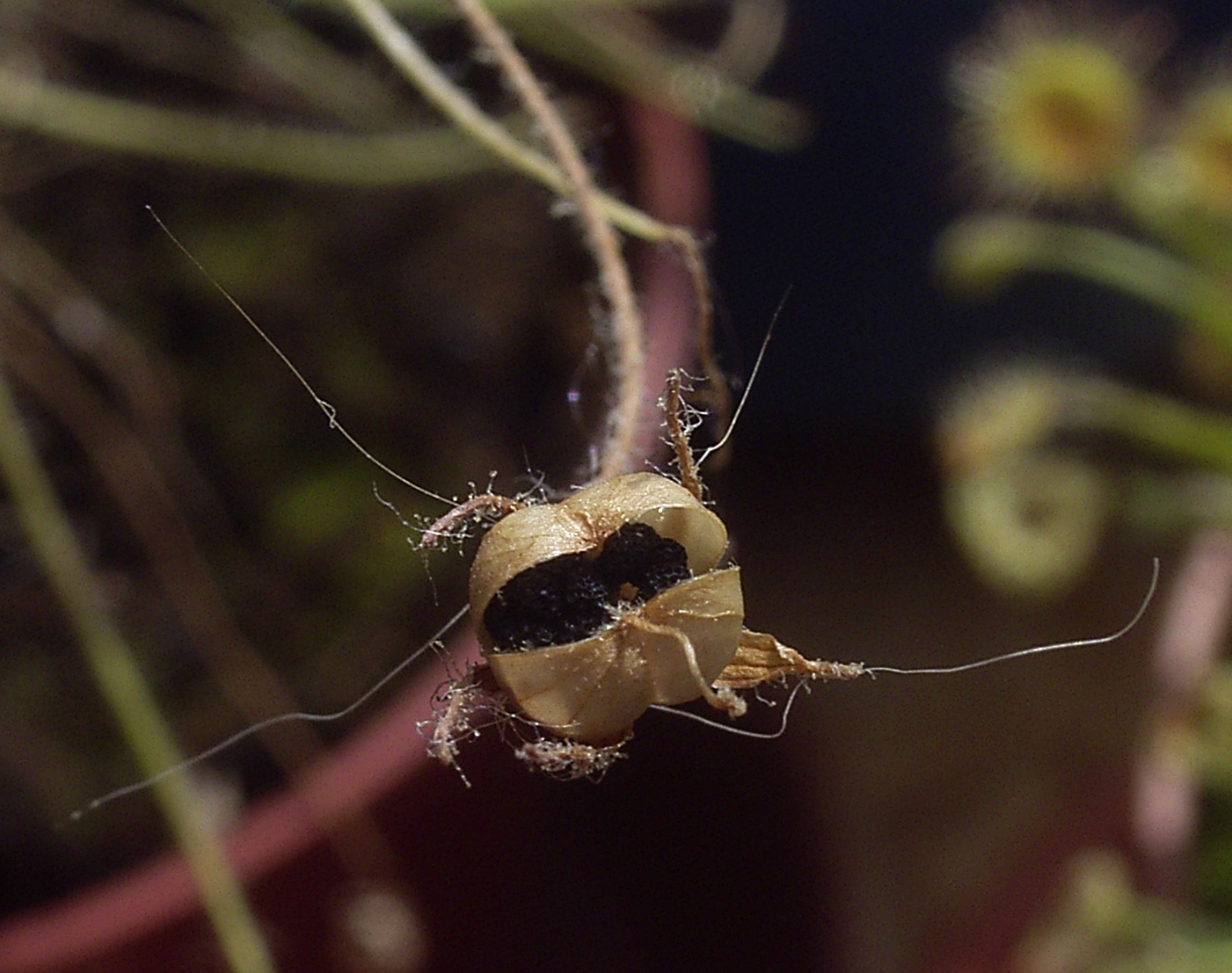
Quả nang chứa hạt của B. liniflora

### Quả và hạt
Hoa đã thụ phấn phát triển để trở thành quả nang hình trứng, hai phần. Khi quả nang chín, nó nứt ra để giải phóng hạt xuống đất và chúng bị vùi lấp cho tới khi được kích thích để nảy mầm. Các hạt màu đen nói chung thuôn tròn và thường có các đốm dạng chân màng trên bề mặt, mặc dù những đốm như thế ở B. lamellata có lằn gợn hẳn lên. Sự nảy mầm ở nhiều loại phụ thuộc vào cháy rừng sau các thời kỳ khô hạn; có lẽ một vài thành phần trong khói có tác dụng kích thích hạt nảy mầm.

## Phân bố và môi trường sống

Phân bố của chi

Tất cả mọi loài Byblis đều là bản địa của Australia. B. gigantea và B. lamellata là đặc hữu của khu vực Perth ở tây nam Australia, trong khi các loài tạo thành tổ hợp B. liniflora chỉ tìm thấy ở miền bắc Australia. Ngoại lệ là chính loài B. liniflora, với sự phân bố của nó trải rộng tới miền nam Indonesia và Papua New Guinea.
Giống như nhiều loài thực vật ăn thịt khác, các loài Byblis thường mọc ven các vùng đầm lầy. Chúng nói chung ưa thích đất cát ẩm ướt theo mùa với ánh nắng chiếu trực tiếp hay một phần và nhiệt độ trong khoảng 5-40 °C (40-105 °F).

## Tình trạng môi trường
Là bản địa của Australia, mọi loài Byblis đều được bảo vệ. Cho tới năm 2000, chúng cũng nhận được bảo hộ quốc tế khi được liệt kê trong phụ lục II của CITES, nhưng đã bị loại ra khỏi danh sách này khi Australia tham gia công ước CITES. Kể từ đó việc buôn bán các loài trong chi này đã không được điều chỉnh ngoài phạm vi Australia. Tuy nhiên, do sự nhạy cảm của chúng, nên chỉ một lượng nhỏ những người yêu thích cây ăn thịt quan tâm tới chúng. Phần lớn cây được buôn bán hiện nay được sản xuất ra bằng gieo trồng, với B. filifolia và B. liniflora là phổ biến nhất. Phần lớn các loài khác phải trồng từ hạt, thường được thu thập trong thiên nhiên cho mục đích này.
Các loài Tây Australia như B. gigantea và B. lamellata hiện đang bị đe dọa do phá hủy môi trường sống để mở rộng đô thị từ các thành phố như Perth. Một phần tổn hại cho chúng là việc cải tạo các vùng đất lầy lội thành đất gieo trồng được. B. gigantea hiện tại nằm trong sách đỏ về các loài bị đe dọa của IUCN và được đánh giá là cực kỳ nguy cấp.

## Ăn thịt hay tiền-ăn thịt
Địa vị của chi này như là thực vật ăn thịt thực sự từng bị tranh cãi. Trong môi trường sống tự nhiên của mình, mọi loài được ghi nhận là các sinh vật chủ để nuôi rệp của chi Setocoris, các động vật này nuôi dưỡng chính chúng bằng cách ăn các con mồi mà cây bắt được. Sau phát hiện đó người ta cho rằng, giống như chi Roridula, Byblis thực sự không cần tiêu hóa các con mồi, mà dựa vào các con rệp để làm điều đó. Các loài Byblis có lý do và hưởng lợi bằng cách hấp thụ các chất dinh dưỡng từ các chất thải của rệp, hoặc là qua lá hoặc là qua đất. Sự tiêu hóa gián tiếp các chất dinh dưỡng này bởi enzym chitinaza do nấm sinh ra cũng được đề xuất. Cho tới tận năm 2005 thì sự tiêu hóa trực tiếp con mồi côn trùng bằng các enzym do các tuyến không cuống của B. filifolia tiết ra mới được chứng minh. SAu đó, các kết quả tương tự cũng được tìm thấy ở B. liniflora. Các kết quả này chỉ rõ ràng rằng địa vị thực sự của chúng là cây ăn thịt.

## Hệ thống hóa
Nghiên cứu di truyền phân tử đặt chi này trong bộ Lamiales. Trong khi vị trí của nó trong bộ vẫn còn chưa rõ ràng thì mối quan hệ gần gũi với các họ Martyniaceae, Lentibulariaceae và Gesneriaceae đã được ghi nhận.
Trong một khoảng thời gian, chi Roridula từng được gán vào họ Byblidaceae. Nhưng sau đó người ta đã tổ chức phân loại lại và đặt chi này trong họ của chính nó, gọi là Roridulaceae.
Theo truyền thống chi này chỉ có 2 loài, là B. gigantea và B. liniflora. Các loài còn lại được miêu tả trong thập niên 1980, cụ thể là thông qua công trình của nhà thực vật học người Australia là Allen Lowrie. Hiện tại 7 loài được công nhận là:
- Byblis aquatica (một năm, cây bò toài tới 45 cm (18 inch), môi trường sống bán thủy sinh)
- Byblis filifolia (một năm, cao tới 60 cm (24 inch), bao phấn dài hơn chỉ nhị)
- Byblis liniflora (một năm, cao tới 15 cm (6 inch), bao phấn ngắn hơn chỉ nhị)
- Byblis rorida (một năm, cao tới 30 cm (12 inch), các xúc tu tuyến)
- Byblis gigantea (lâu năm, cao tới 70 cm (28 inch), hạt với kiểu rỗ tổ ong)
- Byblis lamellata (lâu năm, cao tới 45 cm (18 inch), các hạt có lằn gợn sâu)
- Byblis guehoi (tuyệt chủng)

## Phân chia chi

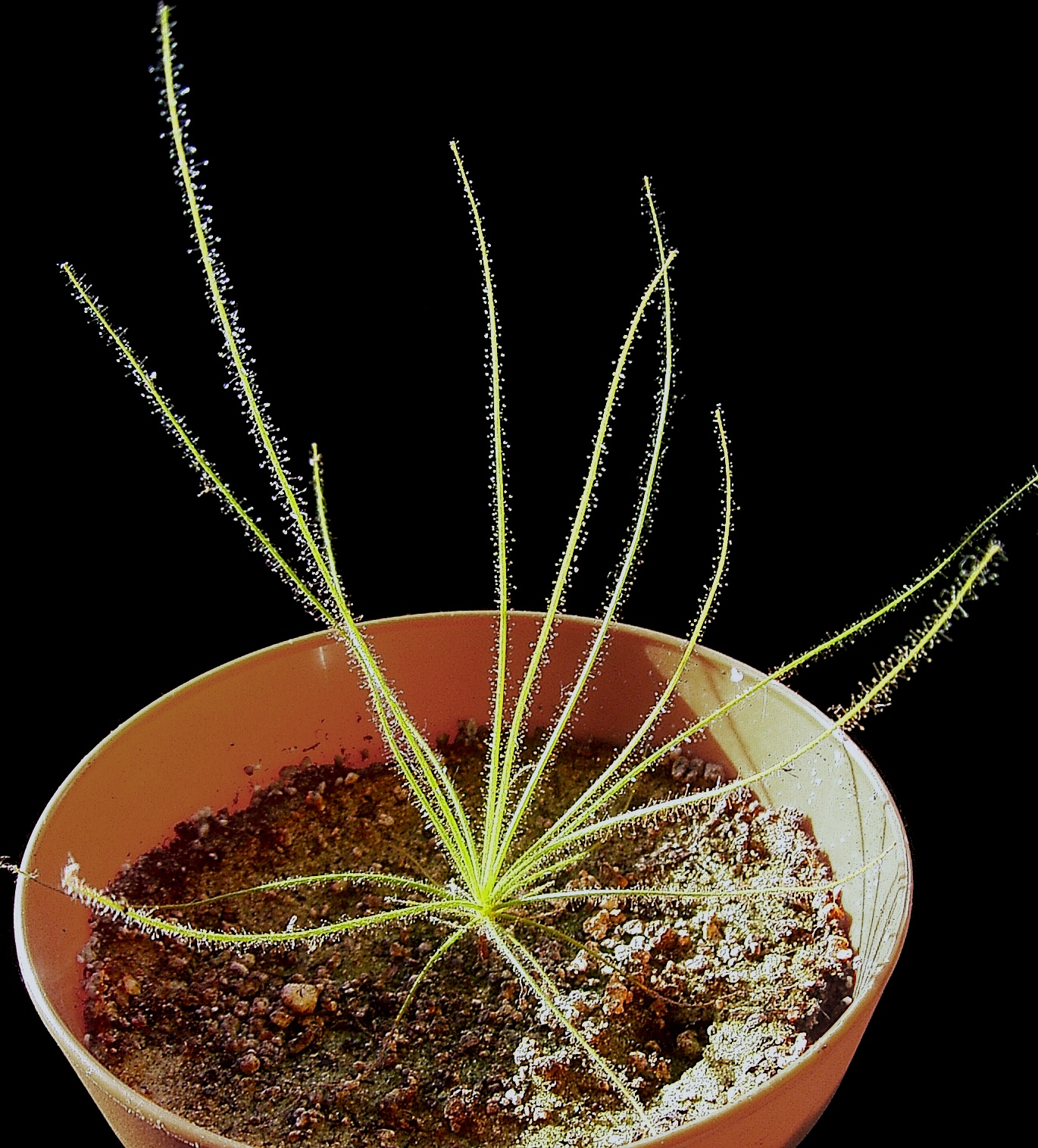
Byblis lamellata trong chậu

### Tổ hợpByblis liniflora
Bốn loài của tổ hợp này; bao gồm B. aquatica, B. filifolia, B. liniflora và B. rorida; là cây thân thảo một năm, cao 15–50 cm (6-20 inch) và chiều dài lá tối đa là 4–15 cm (1,5-6 inch). Các loài này phát triển từ cây non đến khi ra hoa chỉ vài tháng, kết hạt và khô đi khi mùa khô tới. Bộ nhiễm sắc thể đơn bội nguyên thủy của chúng là x=8. Số lưỡng bội của chúng vì thế là 2n=16, trong khi loài đa bội B. liniflora có 2n=32.

### Tổ hợpByblis gigantea
Hai loài còn lại, B. gigantea và B. lamellata, tạo thành tổ hợp B. gigantea. Chúng là cây lâu năm đặc hữu của Tây Australia, và cao tới 45–70 cm (18-28 inch). Không giống như các loài một năm của tổ hợp B. liniflora, các loài này sống qua mùa khô bằng cách khô héo tới phần thân rễ dưới đất, và sau đó lại mọc trở lại khi mùa thu tới. Lá của tổ hợp này có thể đạt tới chiều dài khoảng 20 cm (8 inch). Bộ nhiễm sắc thể đơn bội nguyên thủy của chúng là x=9. Số lưỡng bội của chúng vì thế là 2n=18.

## Cổ thực vật học
Năm 2004 một hóa thạch hạt duy nhất, tương tự như của các loài trong tổ hợp B. liniflora ngày nay, được phát hiện tại miền nam Australia có niên đại khoảng Trung Eocen. Loài này cũng đã được gán vào họ Byblidaceae như là một đơn vị phân loại cận kề (parataxon) của chi.

## Từ nguyên
Tên gọi khoa học tiếng La tinh "Byblis" có nguồn gốc từ tên gọi của một nữ thần trong thần thoại Hy Lạp, mà Publius Ovidius Naso đã viết trong Metamorphoses (IX, l. 454-664) của mình. Byblis, cháu gái của Apollo, yêu người anh em song sinh của mình là Caunus. Khi bị chàng trai từ chối, nàng đã khóc không ngừng và cuối cùng biến thành mùa xuân. Các giọt nước trên lá của Byblis được cho là tương tự như những giọt nước mắt này.
Tên gọi dân dã trong tiếng Anh "rainbow plants" (cây cầu vồng) - cũng là biểu thị của các giọt màng nhầy mà trong điều kiện chiếu sáng và góc quan sát phù hợp, trông gióng như màu của cầu vồng.